# Colobanthus quitensis
Colobanthus quitensis là loài thực vật có hoa thuộc họ Cẩm chướng. Loài này được (Kunth) Bartl. mô tả khoa học đầu tiên năm 1831.